# Variante Alfa do SARS-CoV-2
B.1.1.7, também conhecida como VUI – 202012/01, ou ainda variante Alfa, é uma variante do SARS-CoV-2, o vírus causador da COVID-19. A variante foi detectada pela primeira vez no Reino Unido em outubro de 2020 a partir de uma amostra tirada no mês anterior, e rapidamente começou a se espalhar em meados de dezembro. Esteve correlacionada com um aumento significativo na taxa de infecção por COVID-19 na Inglaterra. durante o final de 2020 e início de 2021.

## Genética
Mutações da SARS-CoV-2 são comuns: mais de quatro mil mutações foram detectadas apenas na glicoproteína spike. O foco nas mutações decorre de uma forma comum para rastrear a propagação do vírus. Além de mostrar, por exemplo, que o SARS-CoV-2 chegou ao Reino Unido após mais de mil incidentes separados, também mostra que uma variante com a mutação G614 substituiu completamente o D614 anterior.
A variante B.1.1.7 é definida por dezessete mutações, incluindo várias na glicoproteína spike: deleção 69-70, deleção 144, N501Y, A570D, D614G, P681H, T716I, S982A, D1118H. Uma das mutações mais importantes é a N501Y—uma mudança de asparagina (N) para tirosina (Y) na posição de aminoácido 501. Isso se deve à sua posição dentro do domínio de ligação ao receptor da glicoproteína spike (RBD), que se liga ao ACE2 humano e murino. Mutações no RBD podem tornar o vírus mais infeccioso. No caso da N501Y, a afinidade entre o SARS-CoV-2 e o receptor ACE2 aumentou devido à uma diminuição na distância entre a região T500 no RBD do vírus e a região D355 no ACE2 humano. Está diminuição leva a uma maior afinidade entre as duas moléculas, uma vez que a ligação entre elas é dominada por interações eletrostáticas.

## Descoberta
O B.1.1.7 foi detectado em outubro de 2020 pelo Consórcio COVID-19 Genomics UK (COG-UK) a partir de uma amostra retirada em setembro do mesmo ano.